# Cimetière de Sant Andreu
Le cimetière de Sant Andreu est situé dans le district barcelonais de Nou Barris, limitrophe du district de Sant Andreu.
Classé au patrimoine historique de la mairie de Barcelone, il accueille les sépultures de nombreuses personnalités.

## Historique

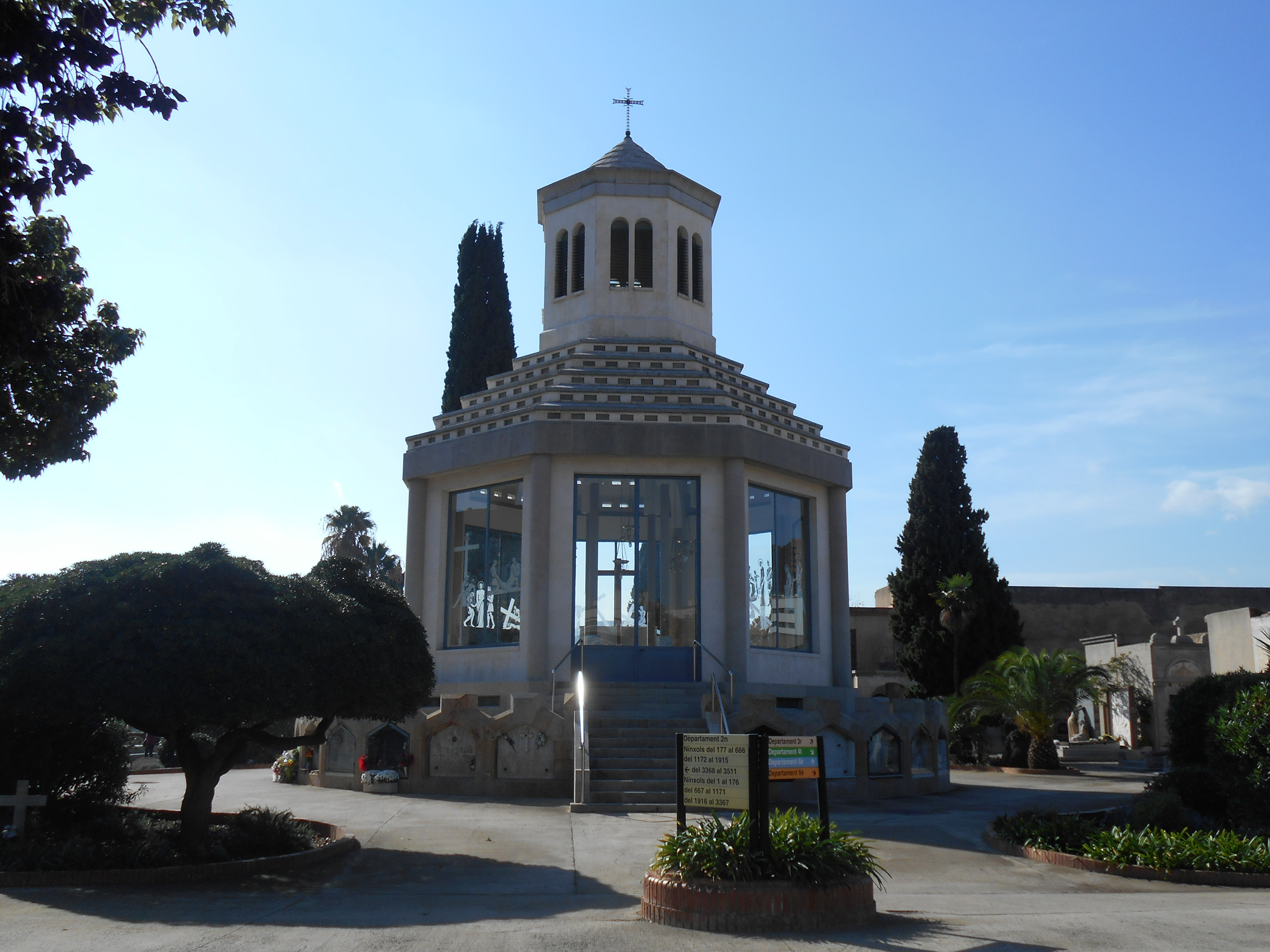
chapelle du cimetière de Sant Andreu.

Inauguré en 1834, le cimetière de Sant Andreu est le cimetière de l'ancien village de Sant Andreu de Palomar, désormais rattaché à la ville de Barcelone.
En 1899, il connaît une extension dans le style du modernisme catalan dirigée par l'architecte Pere Falqués i Urpí, lui-même inhumé plus tard dans le cimetière.
Majoritairement catholique, le cimetière comprend une section destinée aux personnalités de confession juive, aménagé selon la tradition juive, ainsi qu'une section pour les protestants.
Il accueille également un cimetière militaire, avec le monument du Panthéon du Soldat (en catalan : Panteó del Soldat), destiné aux militaires morts au combat sans ressources, œuvre attribuée aux sculpteurs Frederic Marès et Juan Gordillo, sous la dictature franquiste.

## Situation
Malgré son nom, le lieu est aujourd'hui situé dans le quartier barcelonais de Porta (ca), dans le district de Nou Barris, et non pas dans le district de Sant Andreu.
Il est accessible par la station Llucmajor de la ligne 4 du métro de Barcelone.

## Sépultures de personnalités
- Luis Lacy y Gautier (1772-1817), militaire;
- Pere Falqués i Urpí (1850-1916), architecte du modernisme catalan;
- Dolors Aleu i Riera (1857-1913), médecin;
- Joaquim Malats (1872-1912), compositeur et pianiste;
- Antoni Arissa (1900-1980), photographe;
- Josep Benet (1920-2008), historien et homme politique;
- Montserrat Caballé (1933-2018), chanteuse d'opéra[8];
- Eva Serra i Puig (1942-2018), historienne.